# Соболев, Николай Владимирович
Никола́й Влади́мирович Со́болев (28 мая 1935, Ленинград — 25 марта 2022, Новосибирск) — советский и российский учёный, доктор геолого-минералогических наук, специалист в области петрологии, академик Российской академии наук, сын и ученик академика В. С. Соболева.

## Биография
Родился 28 мая 1935 года в городе Ленинграде.
В 1958 году окончил геологический факультет Львовского государственного университета
С 1960 года работал в Институте геологии и геофизики СО АН СССР (г. Новосибирск). В 1972 году защитил диссертацию доктора геолого-минералогических наук.
29 декабря 1981 года избран членом-корреспондентом АН СССР. В 1985 году ему было присвоено звание профессора. 15 декабря 1990 года избран академиком АН СССР.
В 1990—2005 годах работал директором Института минералогии и петрографии СО РАН, находящегося в Объединённом институте геологии, геофизики и минералогии им. А. А. Трофимука СО РАН (ОИГГМ) с момента его образования и до конца существования в 2005 году, когда на основе ОИГГМ были созданы Институт геологии и минералогии имени В. С. Соболева и Институт нефтегазовой геологии и геофизики им. А. А. Трофимука.
Младший брат — академик Александр Владимирович Соболев, геолог.
Скончался 25 марта 2022 года. Похоронен на Заельцовском кладбище Новосибирска.

## Награды и звания
- 1976 — Ленинская премия — за цикл работ по фациям метаморфизма (совместно с В. С. Соболевым, Н. Л. Добрецовым, В. В. Ревердатто, В. В. Хлестовым)[5]
- 1982 — орден «Знак Почёта»[1]
- 1986 — заслуженный деятель науки Якутской АССР
- 1989 — орден Трудового Красного Знамени
- 1991 — Государственная премия СССР
- 1999 — Орден Дружбы[6]
- 2007 — орден «За заслуги перед Отечеством» IV степени — за заслуги в области изучения, освоения и использования Мирового океана и большой вклад в укрепление морского потенциала России[7]
- 2007 — Премия имени А. Е. Ферсмана РАН — за цикл работ «Роль глубинных мантийных флюидов в образовании алмазов»
- 2019 — Медаль Фридриха Бекке[нем.][8].

## Членство в организациях
- 1993 — иностранный член Национальной академии наук США.